# Церква Преображення Господнього (Тернопіль, УГКЦ)
Церква Преображення Господнього — українська греко-католицька церква у місті Тернополі. Належить до парафії Преображення Господнього деканату Тернопіль-Центр Тернопільсько-Зборівської архієпархії УГКЦ.
До парафії належить 350 осіб.
Оголошена пам'яткою архітектури місцевого значення, охоронний номер 1923.

## Історія
Храм розташований у колишньому селі, нині частині Тернополя — Пронятині.
Церкву збудовано у 1851 році. Будівничі — Федько Бойко, Тимко Ваврів, Павло Буяр та інші.
Розпис храму та іконостас виконано під керівництвом Ігоря Зілінка у 1992—1994 роках.
Новозбудована церква у 1851 році стала дочірньою церкви Покрови Пресвятої Богородиці в Кутківцях. У 1851—1902 роках парафія була дочірньою і підпорядковувалася кутківецькій. У 1902-1934 парафією опікувалися отці василіяни, зокрема о. Михайло Котович.
Наприкінці 1934 року місцеві парафіяни здобули незалежність від парафії в Кутківцях. Тоді ж для нового пароха облаштували п'ятикімнатний будинок та збудували господарське приміщення неподалік від церкви. Раніше цей будинок слугував читальнею. Парохом було призначено ієромонаха Михайла Лемішку, ЧНІ.
У 1946 році місцевий парох приєднався до Львівського псевдособору і перейшов до Російської Православної Церкви.
У 1960—1991 роках парафію закрила радянська окупаційна влада, проте парафія продовжувала діяти підпільно.
Після виходу УГКЦ з підпілля, парафію було знову утворено 24 липня 1991 року, а переєстровано згідно з новим статутом 25 січня 2009 року.
У 1992 році відбулася єпископська візитація владики Михайла (Сабриги).

## Парохи
1. 1851—1902 (кутківецькі парохи): о. Василь Комарницький, о. Ясеницький;
2. 1902—1934: отець-василіянин Михайло Котович;
3. 1934—1938: отець-редемпторист Михайло Лемішка;
4. 1938—1958 (від 1946 — РПЦ): о. Михайло Стадник;
5. 1958—1960: отець Володимир Зарічний;
6. 1991—1992: отець Зиновій Афінець;
7. 1992—2007: отець Іван Якимів;
8. 2007: отець Петро Бурак;
9. 2007-донині: отець Василь Чамарник.

## Життя парафії
При парафії діють спільноти:
- архибратство Матері Божої Неустанної Помочі;
- Вівтарна дружина;
- Марійська дружина.

Відбуваються катехизації під проводом сестер Згромадження Сестер Пресвятої Родини.
У 2012 році в парафії відбулося 8 хрещень, 1 вінчання, 13 похоронів.